# Julien Chaninet
Julien Chaninet, est un gymnaste aérobic français, né le 12 mars 1983 à Vénissieux.

## Palmarès

### Jeux mondiaux
- Jeux mondiaux de 2009, à Kaohsiung, (Taïwan)
  -  Médaille d'or en Duo

### Championnats du monde
- 2010 à Rodez, France
  -  en Duo
  -  en Groupe
- 2008 à Ulm, Allemagne
  -  en Duo
  -  en Groupe
- 2006 à Nanjing, Chine
  -  en Duo

### Championnats d'Europe
- 2011 à Bucarest, Roumanie
  -  en Duo
- 2009 à Liberec, République tchèque
  -  en Duo
- 2007 à Szombathely, Hongrie
  -  en Duo
  -  en Solo

### Championnats de France seniors
- 2 titres en Solo, en 2007 et 2008
- 8 titres en Duo, de 2005 à 2012, avec Aurélie Joly